# Парри, Бланш
Бла́нш Па́рри (англ. Blanche Parry; 1507 — 12 февраля 1590) — англо-валлийская аристократка, придворная и первая леди опочивальни при королеве Елизавете I.

## Биография
Бланш Парри была дочерью Генри Майлза и его супруги Элис Милборн, дочери и наследницы Саймона Милборна. Поскольку среди её предков были валлийские дворяне, она умела говорить на английском и валлийском языках. Фамилия Парри была добавлена позже на английский манер от фамилии ап Гарри.
Начала карьеру при дворе короля Генриха VIII вместе со своей тётей Бланш Милборн, которая была воспитательницей принцессы Елизаветы и принца Эдуарда, ставшими в будущем монархами. В надгробной эпитафии упомянуто, что Парри служила будущей королеве Елизавете I с момента её рождения в 1533 году.
В январе 1559 года Парри сопровождала королеву Елизавету I на её коронации, а затем служила при её дворе в её свите придворных дам. Она отвечала за драгоценности и гардероб королевы, некоторые из них она сама подарила Елизавете I. В 1565 году после смерти Кэт Эшли была назначена первой леди опочивальни, должность которой занимала до 1572 года, когда её сменила Катерина Кэри.
Парри подарила королеве несколько дорогих подарков, среди которых была золотая роза, которая была покрыта красной и белой эмалью, цветы,  инкрустированные бриллиантами и рубинами и некоторые изделия из золота. Была богатой землевладелицей, имела поместья в Йоркшире, Уэльсе и Херефордшире, которые были ею приобретены. Парри продолжала занимать при дворе высокие должности, отвечая в том числе и за драгоценности королевы, книга описи которых занимает 628 предметов. В этой должности в 1587 году её заменила Мэри Рэдклифф, а Парри вышла в отставку из-за преклонного возраста.
Скончалась 12 февраля 1590 года в возрасте 82 лет, была похоронена в Церкви Святой Маргариты (Вестминстерское аббатство). В честь увековечивания её памяти были поставлены два памятника, один в Вестминстерском аббатстве, а второй в деревенской церкви Бактона (Херефордшир).